# Keita Yamashita
Keita Yamashita (山下 敬大 Yamashita Keita?, Fukuoka, 13 de marzo de 1996) es un futbolista japonés que juega como delantero en el F. C. Tokyo.

## Trayectoria

### Clubes
| Club                     | País  | Año       |
| ------------------------ | ----- | --------- |
| Renofa Yamaguchi F. C.   | Japón | 2018-2019 |
| JEF United Chiba         | Japón | 2020      |
| Sagan Tosu               | Japón | 2021      |
| F. C. Tokyo              | Japón | 2022-     |
| Shonan Bellmare (cedido) | Japón | 2023      |